# 晴海アイランドトリトンスクエア

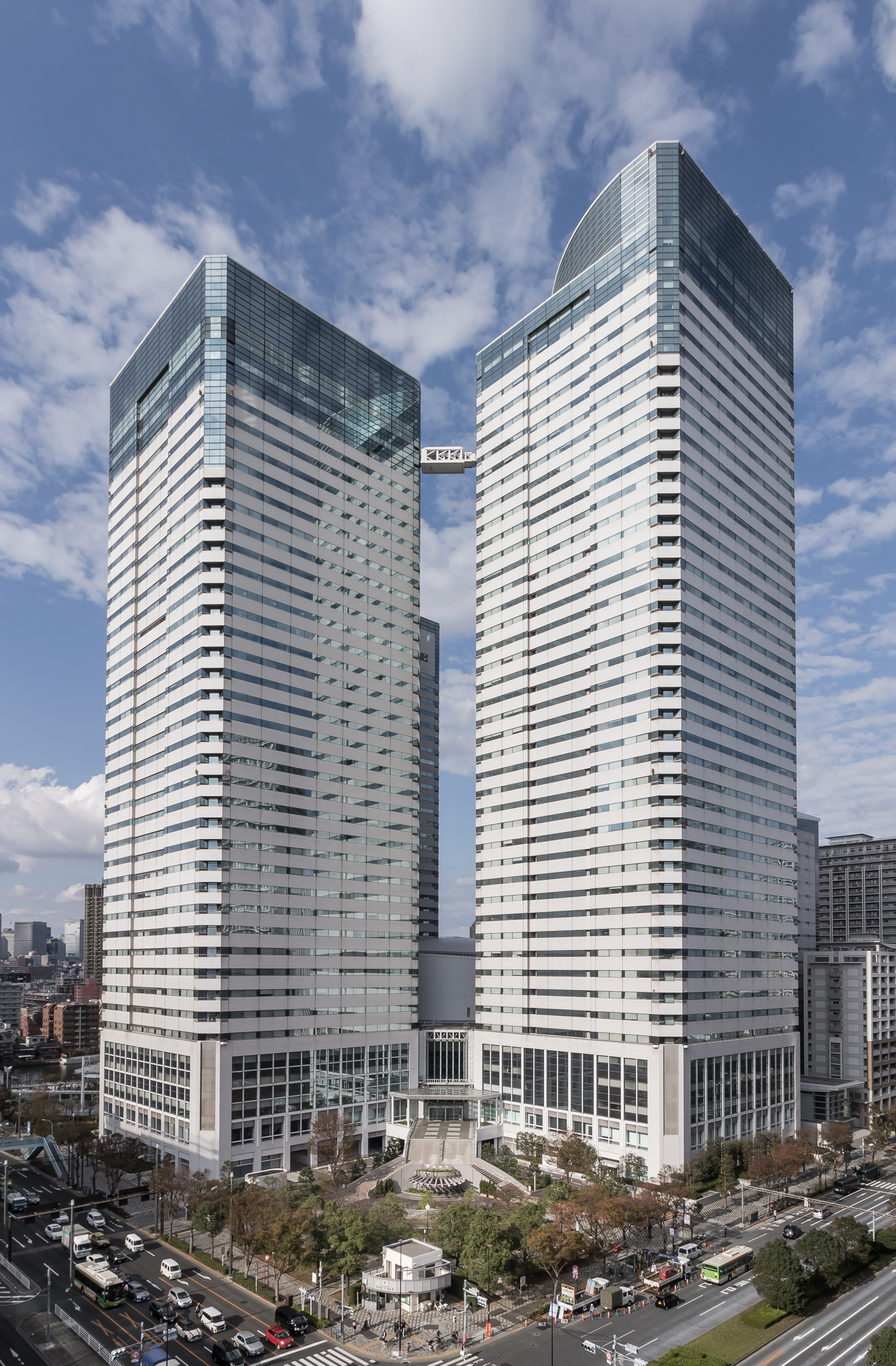
オフィスタワー。建物上部に制振装置が設置されている。

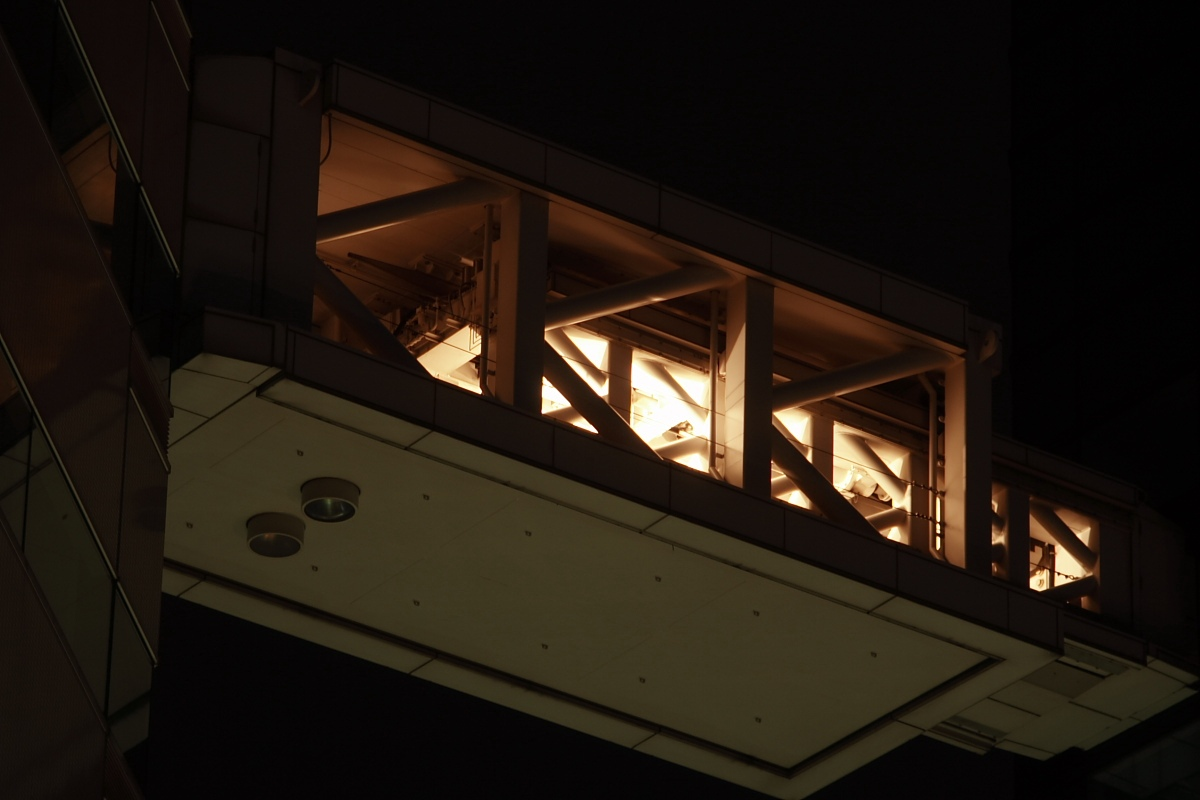
制振装置の詳細。計2カ所に設置

晴海アイランド トリトンスクエア（はるみアイランド トリトンスクエア）は、東京都中央区晴海一丁目にある3棟のオフィスビルを中核とした複合商業施設ならびに住居群である。通称・略称は晴海トリトンスクエアまたはトリトンスクエア。前川國男が設計した日本住宅公団（現：都市再生機構・UR）の晴海団地（晴海高層アパート）などがあった場所を、住宅公団の後身である都市基盤整備公団と晴海一丁目地区第一種市街地再開発組合の施行で再開発した。第43回BCS賞受賞。
商業施設である晴海トリトンは、住商アーバン開発が運営する。

## 概要
戦後の住宅不足の解消を目的に発足した日本住宅公団が、埋立地である晴海一丁目地区に1957年から翌年にかけ建設した晴海団地（15棟・全669戸）の老朽化を踏まえ、その跡地および周辺の総面積約10haを都市基盤整備公団と再開発組合による施行で再開発を行い、中央区のマスタープランに基づき「職・遊・住」のミックスユースをコンセプトとした新しい街づくりに取り組んだ。
1992年の都市計画決定を経て、バブル崩壊の厳しい経済状況を乗り越え、1994年3月第一期工事（2街区、3街区）、1997年6月の第二期工事（1-1街区）着工を経て、2001年4月14日にオープンを迎えた。
東京駅から3km、銀座から2kmのロケーションに位置する都心に比較的に近く、まとまったエリアを持つ晴海地区のウォーターフロントをいかに再生するかを基本テーマに据え、全体構成、配置計画については、業務から住宅、商業、文化の用途複合化のために明快な用途ゾーニングをおこなうととともに、平均容積700%という高容積を実現するためにメリハリのあるボリューム配置によって、超高層オフィスと住宅が自然に共存できるような配置計画としている。朝潮運河の上にはトリトンスクエアの入り口と勝どき地区を結ぶ全長94mの動く歩道である「トリトンブリッジ」も架けられ、運河上の強い風雨をしのぐ快適な移動空間を実現している。

### 名称の由来
海に囲まれた街である晴海をギリシア神話の海の神であるトリトンと掛け合わせ、さらにトリ＝Tri＝3をキーナンバーに、職・遊・住の3つの都市機能の調和性と、前記でもある3棟のタワービルのイメージを併せて命名された。また、この3棟のオフィスタワー（X棟、Y棟、Z棟）の他にW棟があり、この4つからスクエア（四角）と名付けられた。

## 施設

### オフィスゾーン
X・Y・Z・Wの4棟延べ約38万㎡のオフィスがあり、グランドロビーとホールを取り囲むよう敷地西側に集約して配置。近接して配置されたX・Y・Zの超高層トリプルタワーを、群造形として一体的にデザインすることで、臨海部における新たなランドマークとなることを意図した。また超高層ビルにおける風揺れに対する居住性向上のため、トリプルタワーを棟間連結制振装置で連結する世界初の試みを行っている。
オフィスゾーンは20,000人の就労人口を見込み、Y棟には住友商事本社やグループ企業が移転してきたが、2018年9月末までに完成した大手町プレイス イーストタワーなどへの移転が完了している。
2020年東京オリンピック・パラリンピックの開催を控え、Y棟およびX・Z棟の一部には、大会組織委員会が入り、Y棟にはヘッドクオーター（中枢機能）が置かれ、総勢3,800人余りの職員が勤務する。しかし、オリンピック・パラリンピック開催の1年延期に伴い、一部賃借契約が当初の閉幕タイミングとなる2020年9月に満了するため、機能の一部を江東区青海のテレコムセンターに移転した。

#### 主なテナント
| - I&S BBDO本社 - アイエスエイプラン本社 - アクセンチュア東京ソリューションセンター - アサヒ飲料首都圏統括本部 - アンドリッツ本社 - ウルシステムズ本社 - SCSK晴海オフィス - エス・シー・ビルサービス本社・東日本支社 - オートデスク本社 - 日立化成ダイアグノスティックス・システムズ本社 - 光洋機械産業東京支社 - 三伸機材本社 - サントリーマーケティング&コマース本社 - 日本ベーカーヒューズ＆ベーカーヒューズ・エナジージャパン本社 - シンジェンタジャパン本社 - ステップ首都圏事業所 - 一般財団法人住まいづくりナビセンター - 住商アーバン開発晴海トリトン事業所 - 住商ビルマネージメント晴海事務所 - 公益財団法人東京オリンピック・パラリンピック競技大会組織委員会 - 東洋埠頭本社 | - トーメンデバイス本社 - NPO トリトン・アーツ・ネットワーク事務局 - 公益社団法人日本アクチュアリー会 - 日本建築住宅センター本社 - 日本カストディ銀行本店 - バクスター晴海トリトンオフィス - 日立ハイテクソリューションズ晴海オフィス - 日立物流バンテックフォワーディング本社 - フライシュマン・ヒラード・ジャパン本社 - プライムコミュニケーションズ本社 - プラザクリエイト本社 - ブルーカレント・ジャパン本社 - プロキシミティジャパン本社 - ベルシステム24本社 - ボックスグローバル・ジャパン本社 - 三井住友トラストクラブ本社 - 菱信データ晴海営業部 - ULSグループ本社 - ZTEジャパン本社 - 一般財団法人 住まいづくりナビセンター - 東京慈恵会医科大学附属晴海トリトンクリニック |

### 商業ゾーン
晴海トリトン（はるみトリトン - 英語名称: Harumi Triton）は、東京都中央区晴海一丁目にある晴海アイランドトリトンスクエア内にある都市型複合商業施設。2001年（平成13年）4月14日にオープンした。運営は住商アーバン開発。
朝潮運河に対して"港町に船が停泊している"をイメージコンセプトに据え、運河沿いに作られた400mほどの桜の散歩道のほぼ中央に、入江に停泊している船をイメージに建てられたトヨタモビリティ東京中央晴海店（レクサス晴海）があり、花のテラス・水のテラス・緑のテラスも広がる。内部はトリトン通り2～3階の2層にわたる吹抜けとなったモール空間で、飲食・物販・サービスなど約60店舗が営業する。
また、ショッピングゾーンは南欧の街並みを再現。約60店舗のショップとレストランが戸建感覚に立ち並んでいる。また、2階の中央にはパティオ「神話の広場」がある。ギリシャ神話をモチーフにした大天井画があり、床にはモザイクタイルで「海のトリトン」が描かれている。

#### 主なテナント
| - マルエツプチ - 成城石井 - トモズ - ダイソー - くまざわ書店 - トリトン・コレクション（フードコート） - セガフレード・ザネッティ・エスプレッソ - サンマルクカフェ - サブウェイ - エクセルシオール カフェ - フレッシュネスバーガー - プロント | - 海鮮三崎港 - CoCo壱番屋 - フォルクス - 実演手打うどん 杵屋 - 信州そば処 そじ坊 - 炭火焼肉トラジ - 日本海庄や - ぽっぽっ屋 - OTTIMO kitchen due passi - セブンイレブン - ローソン - ファミリーマート - キッズプラザアスク晴海園 （東京都認証保育所） - 晴海トリトンスクエア郵便局 |

#### ギャラリー

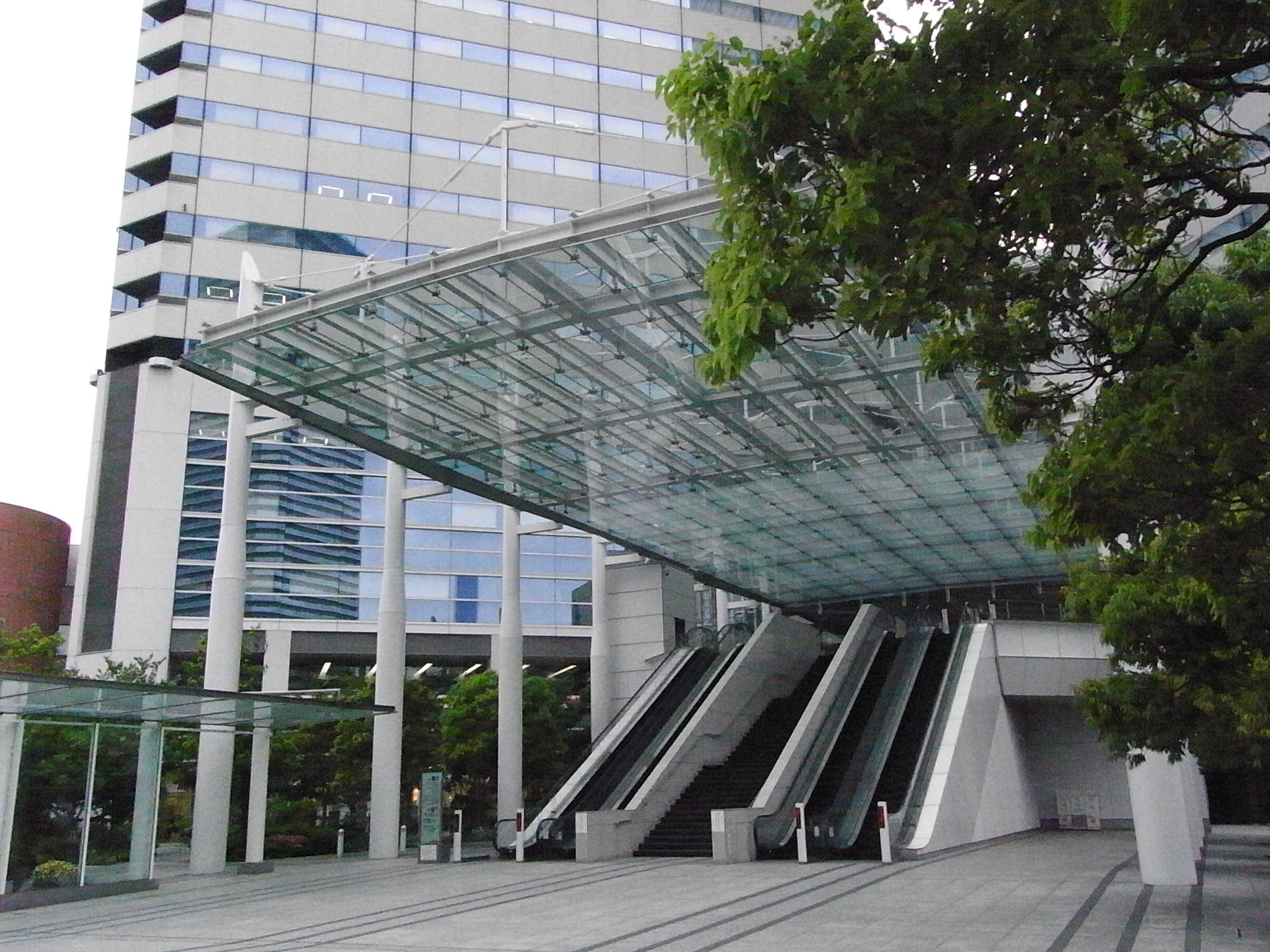
エントランス（2009年5月）
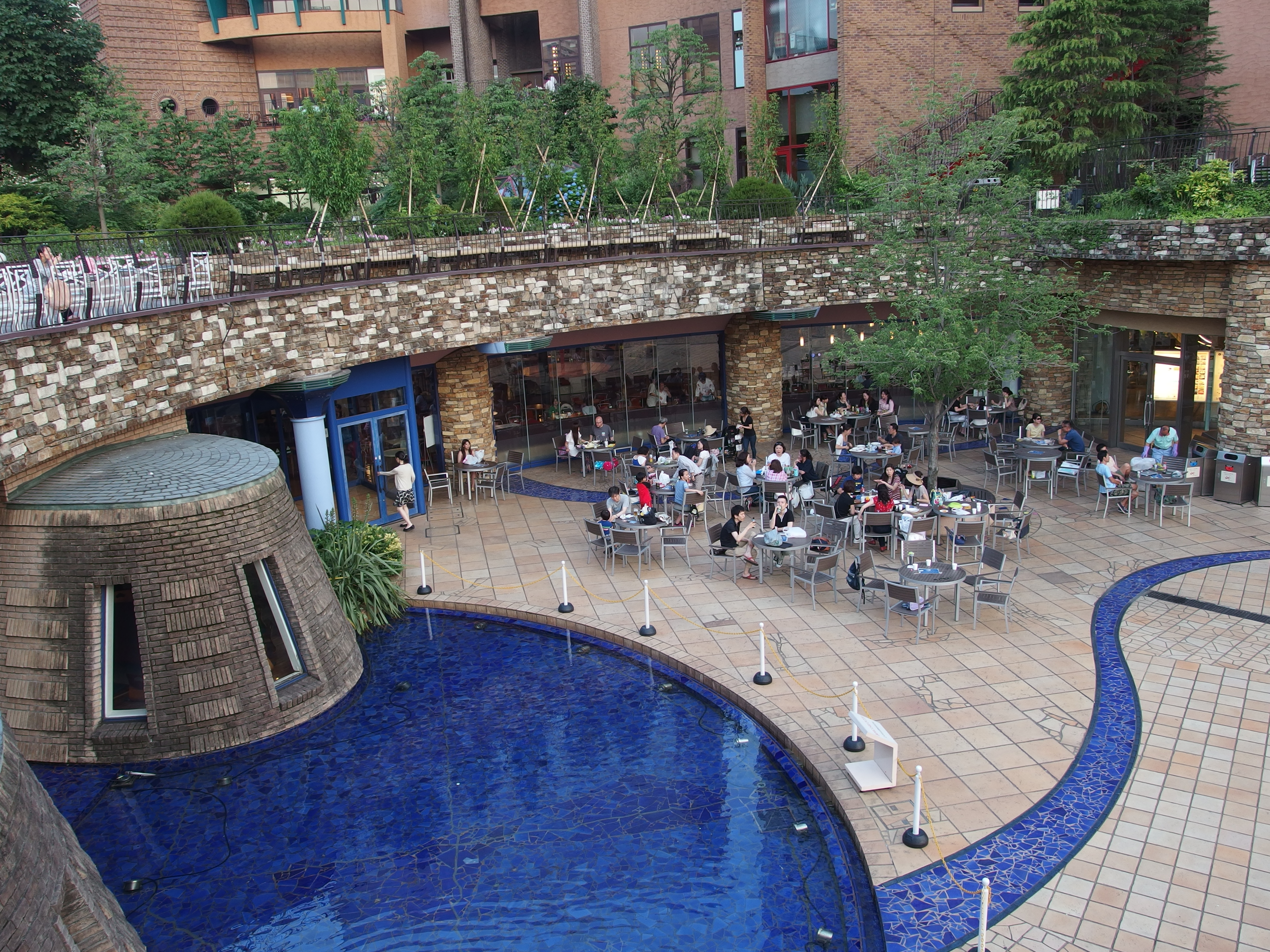
水のテラス（2014年5月）
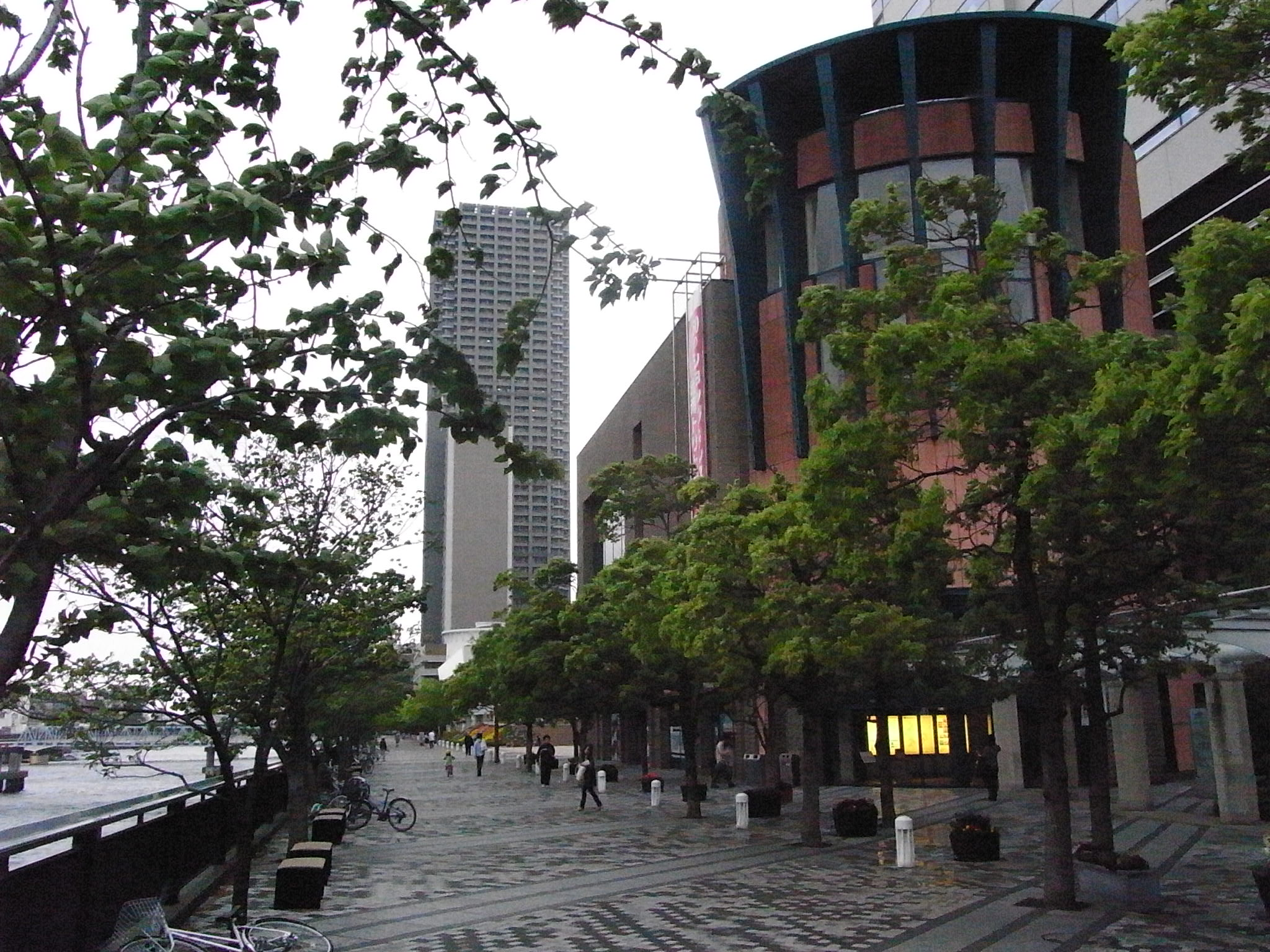
朝潮運河沿いの遊歩道（2009年5月）
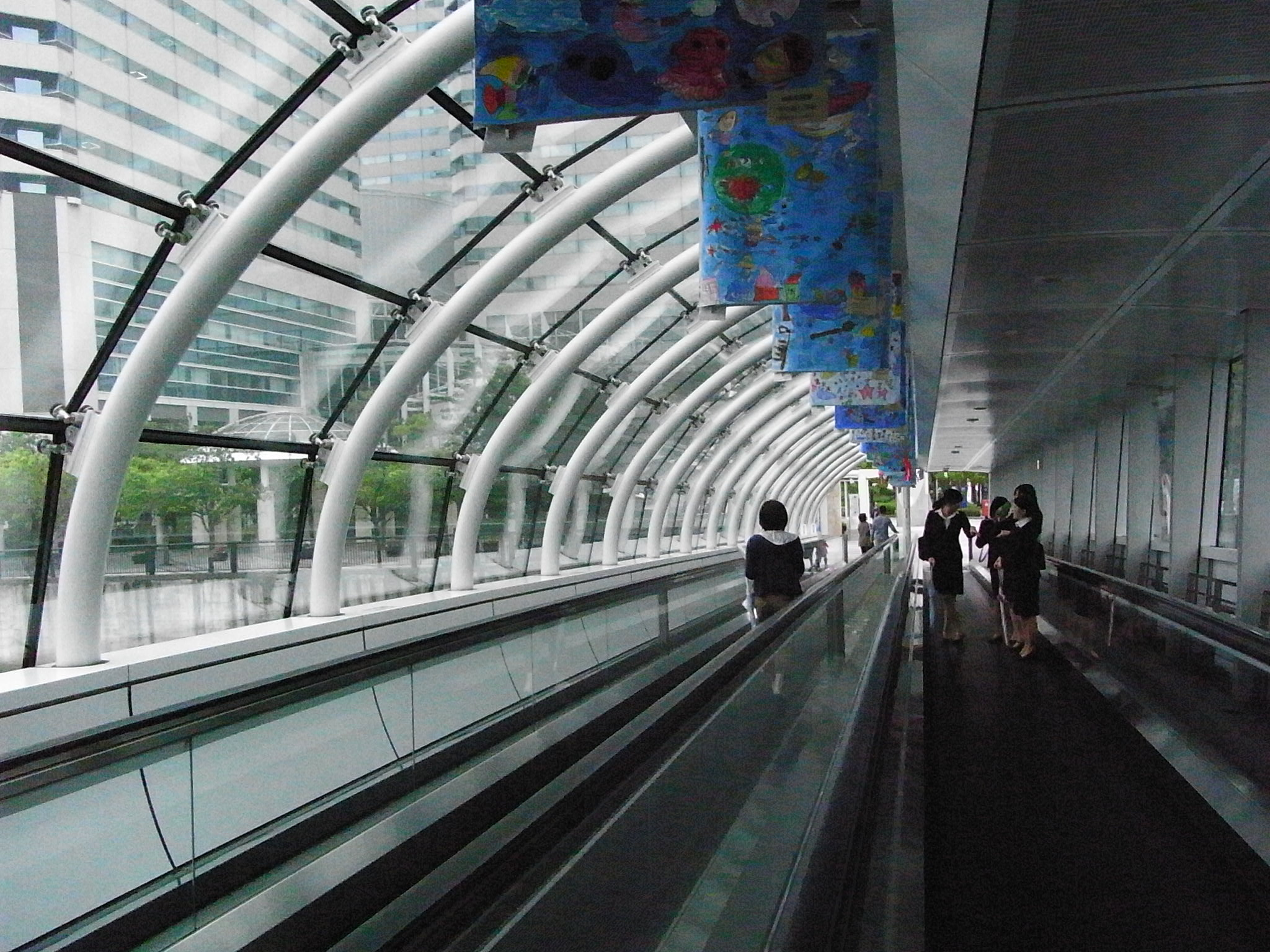
スカイウォーク（2009年5月）
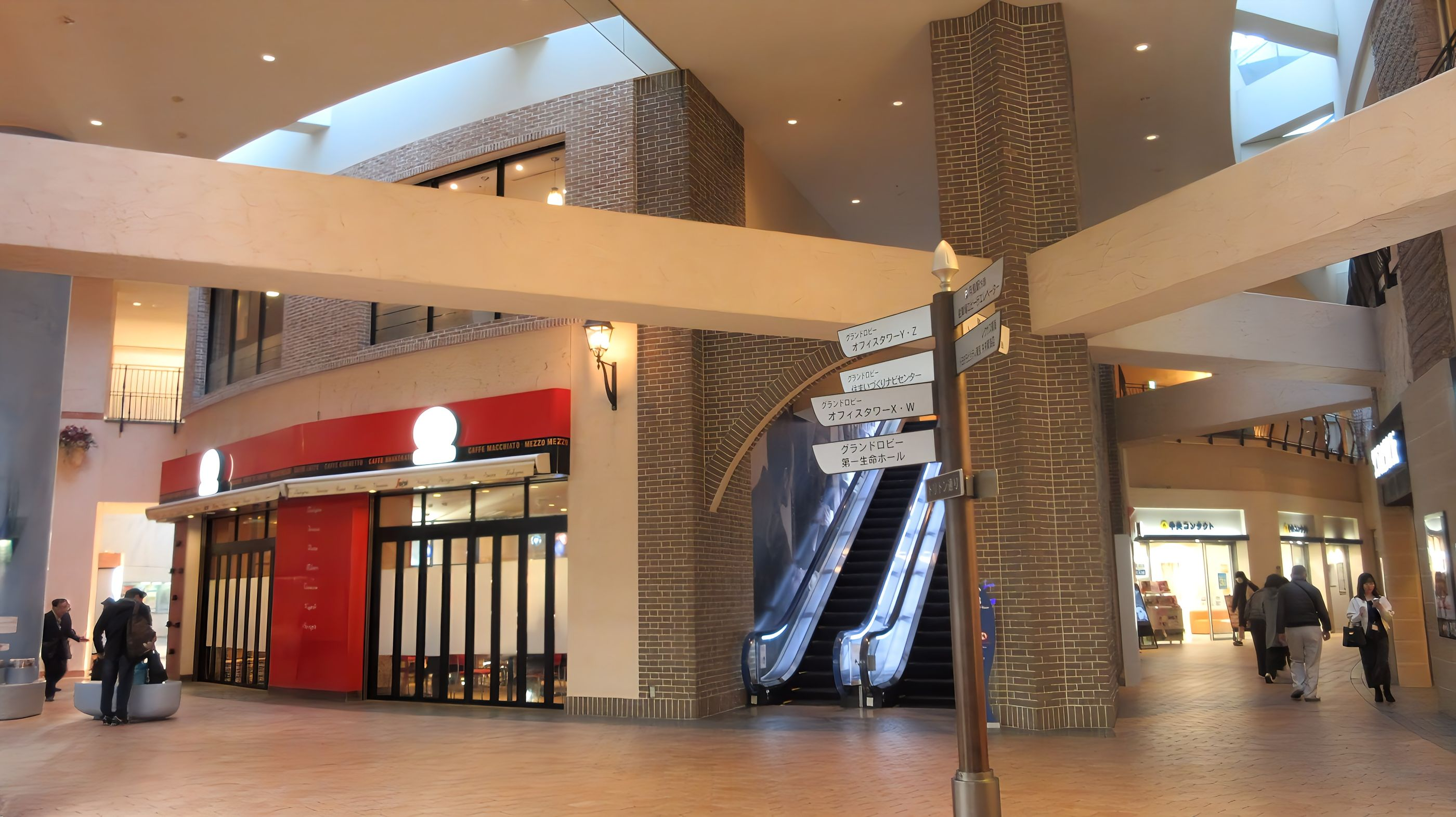
トリトン通り
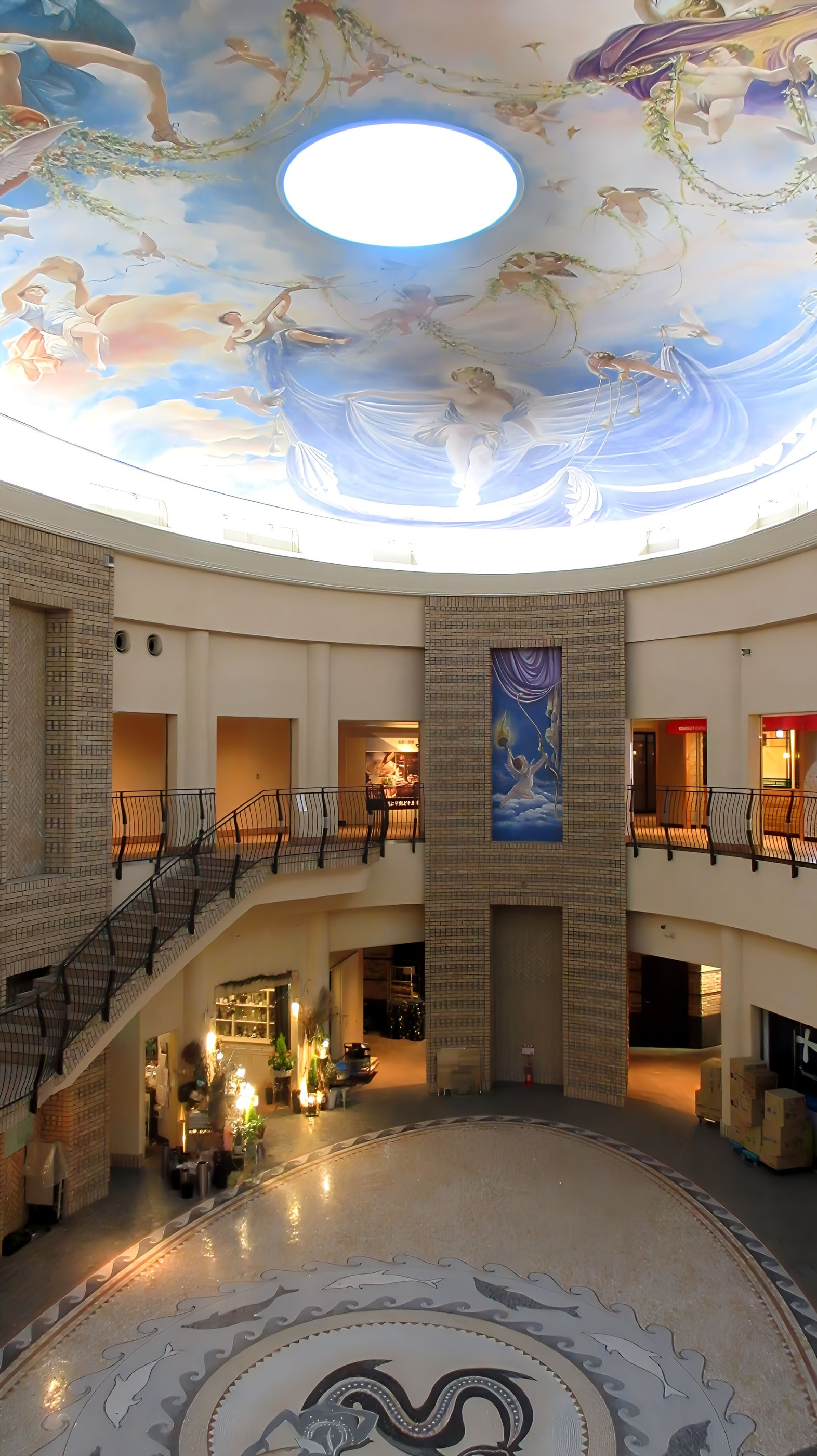
神話の広場
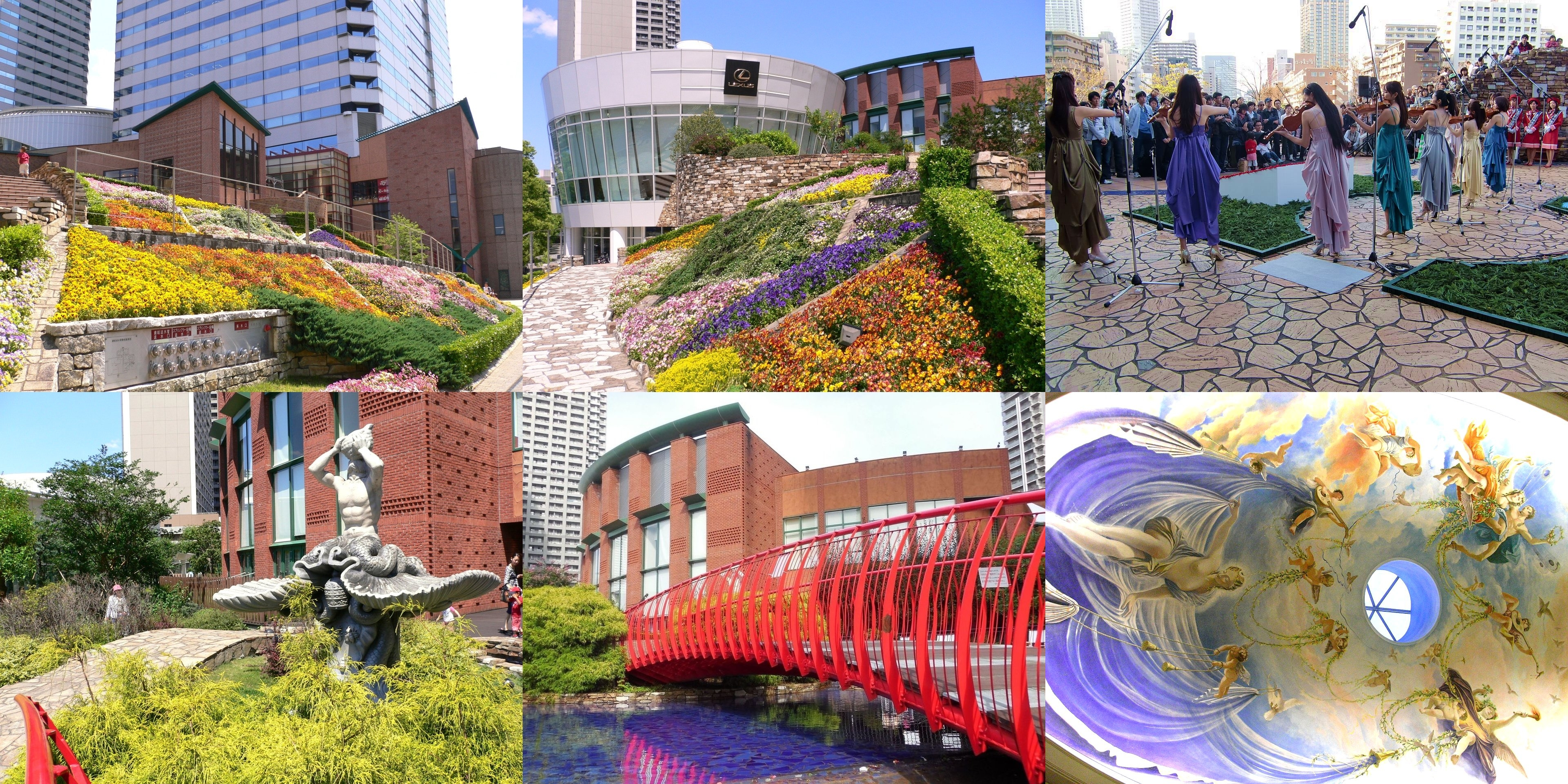
花と緑のトリトン

### 第一生命ホール
第一生命が創業50周年を記念し、1952年に本社を置く有楽町の第一生命館6階に設置。貸しホールの草分けとして親しまれた。しかし、第一生命館が同じ街区にあった農林中央金庫有楽町ビルと共に一部外壁を保存の上、DNタワー21（1995年全体竣工）として建て替えられることになったため、1989年に一旦閉館。 トリトンスクエアのランドマークとなるトリプルタワーの足元に再興され、2001年11月にオープンする。クラシック音楽を主体としたホールとして運営され、客席数は767席（内8席車椅子用）。

### 住宅ゾーン

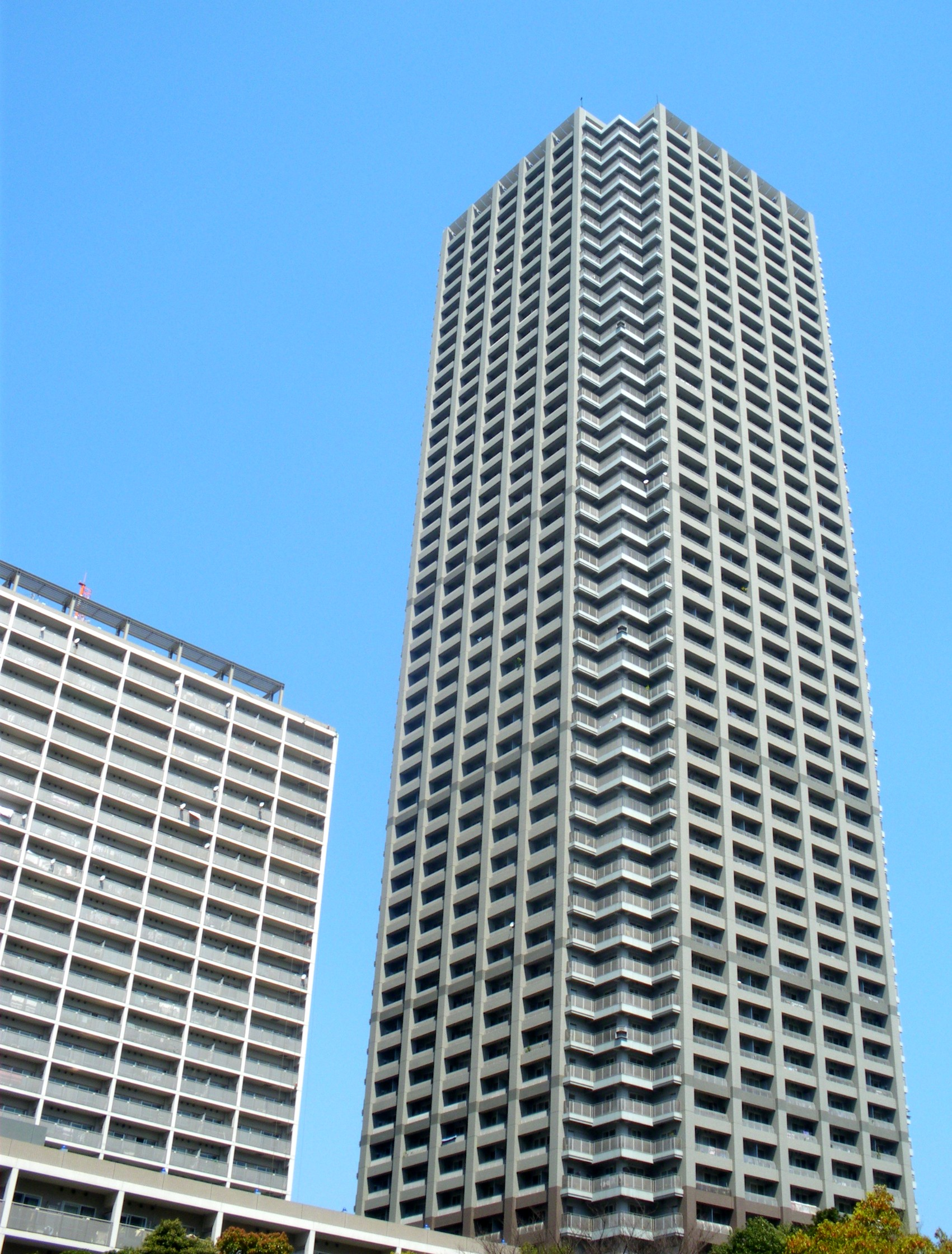
晴海アイランドトリトンスクエアビュータワー

民間マンションおよび分譲の権利者住宅、URの分譲住宅と賃貸住宅、都営住宅、中央区民住宅をあわせ約1,800戸、延床面積約194,000㎡で構成され、5階建て中層から、50階建ての超高層まで多様な住棟が供給されている。これまでの住宅居住者がスムーズに戻り入居できるように、住宅施設を一期工事として先行して整備した。

## イベントなど
夏の時期は8月31日まで1Fの水のテラスにてトリトンビアテラスを開催。また、2Fグランドロビーにて度々展示や催し物なども行われている。
クリスマスシーズンには、X、Z棟の2階エレベーター前にクリスマスツリーが飾られる。願い事を短冊に書き吊せるようになっている。七夕のシーズンも同様である。

## アクセス

### 鉄道
- 都営地下鉄大江戸線 勝どき駅下車 A2a・b出口（月島駅側）より徒歩4分
- 東京メトロ有楽町線・都営地下鉄大江戸線 月島駅下車 10番出口より徒歩9分
- ゆりかもめ 新豊洲駅より徒歩22分

### バス
- 都営バス「晴海トリトンスクエア前」下車

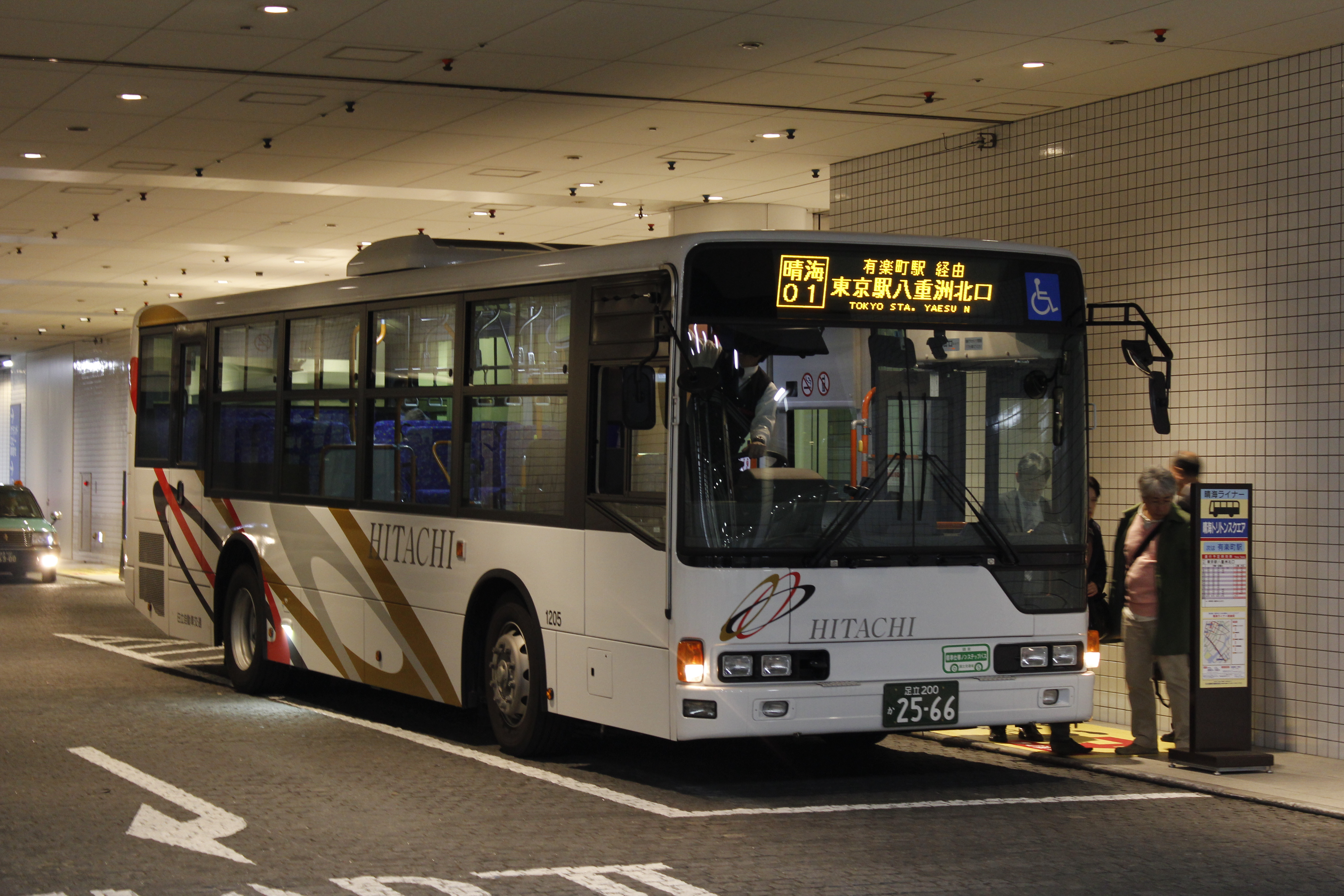
晴海ライナー

- 晴海ライナー「晴海トリトンスクエア」下車 - 1階の車寄せにあるバス乗り場へ停車。

## 郵便番号
オフィスタワーX
104-60xx - xxは階層が入る（例: 1階…104-6001, 44階…104-6044, 地階・階層不明…104-6090）
オフィスタワーY
104-61xx - xxは階層が入る（例: 1階…104-6101, 39階…104-6139, 地階・階層不明…104-6190）
オフィスタワーZ
104-62xx - xxは階層が入る（例: 1階…104-6201, 33階…104-6233, 地階・階層不明…104-6290）
それ以外（オフィスタワーWを含む）
104-0053 - 個別郵便番号は設定されていないため、ビルの所在する東京都中央区晴海を表す郵便番号を使用する。

## ロケ
撮影に適した諸処の条件を満たしているため、雑誌やテレビ撮影等でロケ地としても使用されている。下記はその一部である。
- ロッカーのハナコさん（2002年 NHK）・帰ってきたロッカーのハナコさん（2003 NHK）- つばさ商事本社ビル
- 恋ノチカラ（2002年 フジテレビ系列） － 主人公の本宮籐子が勤めていたユニバーサル広告社
- 美女か野獣（2003年 フジテレビ系列） － 主人公が勤めるテレビ局JBCの本社ビル
- ちゅらさん3（2004年 NHK） － テラスとショッピング街でロケ。
- 神はサイコロを振らない～君を忘れない～（2006年 日テレ系列） - 主人公が勤める東洋航空本社ビル